# Tsuki to Laika to Nosferatu
Tsuki to Laika to Nosferatu (月とライカと吸血姫? lett. "La Luna, Laika e la principessa vampiro") è una serie di light novel scritta da Keisuke Makino e illustrata da Karei. Shogakukan iniziò a pubblicare la serie sotto l'etichetta Gagaga Bunko il 20 dicembre 2016 e caricò l'ultimo capitolo il 19 ottobre 2021.
Un adattamento manga, scritto da Keisuke Makino e illustrato da Sojihogu, è stato serializzato sulla rivista digitale Comic Days di Kodansha il 9 marzo 2018, mentre un adattamento anime, prodotto da Arvo Animation, viene trasmesso in Giappone a partire dal 4 ottobre fino al 20 dicembre 2021.

## Trama
La serie è ambientata negli anni '50 e '60 e, in un'epoca in cui il volo spaziale con dell'equipaggio è ancora un sogno irrealizzabile, il capo supremo della Repubblica annuncia il cosiddetto "Progetto Nosferatu", un progetto per missioni spaziali con umani, dando il via a una corsa spaziale tra la Repubblica di Zirnitra (abbreviata in UZSR e basata sull'Unione Sovietica) e il Regno Unito di Arnak (basato sugli Stati Uniti). Temendo l'imbarazzo del loro primo cosmonauta che potrebbe morire tra le stelle, il governo della Repubblica decide di preparare un soggetto di prova da inviare per primo. Il nome del soggetto è Irina Luminesk, una vampira che sarà la prima persona a far scivolare i legami scontrosi della Terra e andare alla deriva attraverso la vastità dello spazio. Irina entra nel suo ruolo con il programma spaziale dell'UZSR pienamente consapevole di ciò che tutti intorno a lei pensano di lei. Sa di essere una risorsa usa e getta per loro. Ma proprio come il suo governo cerca di usarla, così anche lei desidera usarli. Irina ha sempre sognato di viaggiare nello spazio. Dimostrerà a tutti loro che è migliore di qualsiasi essere umano, anche se fortunatamente per Irina, non dovrà affrontare questo compito completamente da sola. Quando Irina arriva al campo di addestramento dell'agenzia spaziale, viene presentata a Lev Leps, un giovane che spera anche lui di viaggiare nello spazio. Tuttavia, a causa di un litigio con uno dei suoi superiori, Lev è trattenuto come sostituto dei principali candidati per il programma spaziale. A causa di questa decadenza, a Lev viene assegnato l'addestramento di Irina per il suo volo spaziale. Entrambi sono desiderosi di viaggiare nello spazio anche se il progetto incontrerà molti ostacoli. 

## Personaggi
Irina Luminesk (イリナ・ルミネスク?, Irina Ruminesuku)
Doppiata da: Megumi Hayashibara
Irina Luminesk è la protagonista della serie. Irina è una vampira femmina dall'aspetto giovane con lunghi capelli blu e bianchi. Ha anche la pelle pallida, le orecchie a punta e gli occhi rossi luminosi. Viene vista per lo più indossare la sua uniforme militare ma può anche essere vista indossare una camicia bianca. Irina è trattata dalle persone come una "razza maledetta" e odia gli umani. Inizialmente aveva una piccola paura delle altezze estreme, ma l'ha superata grazie all'allenamento di Lev, facendole apprezzare di più. È ancora traumatizzata dall'omicidio dei suoi genitori e del villaggio da parte di umani, e rimane scioccata fino in fondo quando vede un cane da test ucciso e altri si comportano come se non avesse importanza. Tuttavia, con il tempo, inizia a mostrare un lato gentile e premuroso quando Lev Leps e Anya Simonyan la trattano come una persona piuttosto che un oggetto o un soggetto di prova.
Lev Leps (レフ・レプス?, Refu Repusu)
Doppiato da: Kōki Uchiyama
Come Irina, anche Lev Leps è il protagonista della serie. È un giovane con corti capelli castano chiaro e occhi viola. È un tenente dell'aeronautica, che si è offerto volontario per un candidato cosmonauta ma è stato retrocesso a causa do un'aggressione a un ufficiale superiore. Lev ha desiderato volare sin da quando era bambino. Ha un forte senso della giustizia e ha una personalità che si ribella contro cose irragionevoli. Lev tende a non preoccuparsi troppo e se la ride quando è vittima di bullismo da parte di altri cosmonauti. È una persona di buon cuore che è contro la discriminazione e non esita a difendere gli altri che vengono maltrattati male.
Anya Simonyan (アーニャ・シモニャン?, Ānya Shimonyan)
Doppiata da: Hina Kino
Anya Simonyan è una ricercatrice specializzata nella ricerca sulla biologia dei vampiri. Anya è una donna dall'aspetto giovane con lunghi capelli rosa a doppia coda. Anya è incaricata di controllare i dati medici di Irina e per questo non ha paura di Irina e la tratta in modo amichevole.
Mikhail Yashin (ミハイル・ヤシン?, Mihairu Yashin)
Doppiato da: Satoshi Hino
Mikahil Yashin è un candidato cosmonauta e tenente dell'aeronautica ed è un giovane con corti capelli neri e occhi grigio chiaro.
Roza Plevitskaya (ローザ・プレヴィツカヤ?, Rōza Purevuitsukaya)
Doppiata da: Mikako Komatsu
Rosa Plevitskaya è una tenente dell'aeronautica e l'unica donna cosmonauta candidata ed è una giovane donna con capelli metà corti e lunghi e occhi color verde menta. Rosa disprezza Irina e tende a maltrattarla solo perché è un vampiro.
Slava Korovin (スラヴァ・コローヴィン?, Surava Korōvin)
Doppiato da: Takaya Hashi
Slava Koronin è il geniale ingegnere che crea le astronavi della Repubblica. Slava è un uomo anziano con i capelli neri che diventano grigi intorno alle orecchie. Di solito è visto in un abito marrone con una cravatta verde scuro.
Lieutenant Victor (ヴィクトール中将?, Vikutōru Chūjō)
Doppiata da: Masaki Terasoma
Lieutenant Victor è un istruttore dei candidati astronauti. È un uomo adulto con capelli castani corti e pettinati e ha una cicatrice incrociata sul lato destro della fronte.
Natalia (ナタリア?, Nataria)
Doppiata da: Kikuko Inoue
Natalia è la matrona del dormitorio dove vivono gli astronauti. È una donna adulta con lunghi capelli biondi e occhi azzurri. Ha le lentiggini, gli occhi azzurri e porta gli occhiali.
Fjodor Gergiev (フョードル・ゲルギエフ?, Fyōdoru Gerugiefu)
Doppiato da: Ken'ichi Ogata
Fjodor Gergiev è il leader supremo della Repubblica ed è arrivato a questa posizione dopo aver rovesciato il governo precedente. È un uomo anziano in sovrappeso con la testa calva in cima e capelli grigi ai lati. Di solito indossa un abito verde scuro con cravatta rosso scuro. Fjodor ha un'impressione allegra e vivace, ma ha anche un lato che mette a tacere chi lo circonda con un forte senso di intimidazione e freddezza.
Lyudmila Halrova (リュドミラ・ハルロヴァ?, Ryudomira Harurova)
Doppiata da: Mao Ichimichi
Lyudmila Halrova è la segretaria responsabile dei documenti per Fjodor Gergiev. È una delle poche persone che può esprimere la sua opinione a Gergiev senza esitazione. È una donna adulta con lunghi capelli castano chiaro legati.

## Media

### Light novel
La serie è stata pubblicata da Shogakukan sotto l'etichetta Gagaga Bunko dal 20 dicembre 2016 al 20 dicembre 2021 con un totale di 7 light novel.
| Nº | Data di prima pubblicazione | Data di prima pubblicazione | Data di prima pubblicazione |
| Nº | Giapponese                  | Giapponese                  |                             |
| -- | --------------------------- | --------------------------- | --------------------------- |
| 1  | 20 dicembre 2016            | ISBN 978-4-09451-647-0      |                             |
| 2  | 18 aprile 2017              | ISBN 978-4-09451-672-2      |                             |
| 3  | 20 febbraio 2018            | ISBN 978-4-09451-720-0      |                             |
| 4  | 21 agosto 2019              | ISBN 978-4-09451-752-1      |                             |
| 5  | 18 marzo 2021               | ISBN 978-4-09451-804-7      |                             |
| 6  | 29 gennaio 2021             | ISBN 978-4-09451-886-3      |                             |
| 7  | 19 ottobre 2021             | ISBN 978-4-09453-037-7      |                             |

### Manga
Un adattamento manga è scritto pure da Keisuke Makino e ha iniziato la serializzazione sulla rivista digitale Comic Days di Kodansha il 9 marzo 2018 e poi venne pubblicato in versione cartacea il 14 novembre 2018. Il manga è stato raccolto in un unico volume tankōbon. L'adattamento è andato in pausa a tempo indeterminato nel gennaio 2019 a causa delle cattive condizioni di salute dell'artista.
| Nº | Data di prima pubblicazione | Data di prima pubblicazione | Data di prima pubblicazione |
| Nº | Giapponese                  | Giapponese                  |                             |
| -- | --------------------------- | --------------------------- | --------------------------- |
| 1  | 9 marzo 2018                | ISBN 978-4-09451-647-0      |                             |

### Anime
Il 17 marzo 2021, è stato annunciato un adattamento anime. La serie è prodotta da Arvo Animation e diretta da Akitoshi Yokoyama, con Keisuke Makino che si è occupato pure della composizione della serie, Hiromi Kato che si è occupato del character design e Yasunori Mitsuda che ha composto la colonna sonora. La serie è andata in onda dal 4 ottobre al 20 dicembre 2021 sulle reti TV Tokyo, BS NTV, SUN e KBS Kyoto. La sigla iniziale, che si intitola "Hi no Tsuki" (緋ノ月?), è eseguita dal duo musicale Ali Project mentre la sigla finale, che si intitola "Arifureta Itsuka" (ありふれたいつか?), è interpretata da Chima.

#### Episodi
| Nº | Giapponese 「Kanji」 - Rōmaji                     | In onda          | In onda |
| Nº | Giapponese 「Kanji」 - Rōmaji                     | Giapponese       |         |
| 1  | 「ノスフェラトゥ計画」 - Nosuferatu Keikaku       | 4 ottobre 2021   |         |
| 2  | 「宇宙飛行士への道」 - Uchū Hikōshi e no Michi    | 11 ottobre 2021  |         |
| 3  | 「夜間飛行」 - Yakan Hikō                         | 18 ottobre 2021  |         |
| 4  | 「湖の誓い」 - Mizuumi no Chikai                  | 25 ottobre 2021  |         |
| 5  | 「離ればなれの訓練」 - Hanarebanare no Kunren     | 1 novembre 2021  |         |
| 6  | 「: 吸血姫」 - Nosuferatu                         | 8 novembre 2021  |         |
| 7  | 「リコリスの料理ショー」 - Rikorisu no Ryōri Shō  | 15 novembre 2021 |         |
| 8  | 「乙女の祈り」 - Otome no Inori                   | 22 novembre 2021 |         |
| 9  | 「サングラードの白薔薇」 - Sangurādo no Shirobara | 29 novembre 2021 |         |
| 10 | 「冷たい春」」 - Tsumetai Haru                    | 6 dicembre 2021  |         |
| 11 | 「嘘と真実」 - Uso to Shinjitsu                   | 13 dicembre 2021 |         |
| 12 | 「新世界へ」 - Shin Sekai e                       | 20 dicembre 2021 |         |